# ポレイショコレーゼ
ポレイショコレーゼ (Pålægschokolade) は、ルブロや白パン等のパンのトッピングとして用いられる薄板状のチョコレート（またはコンパウンドチョコレート）である。多くの国でチョコスプレッドを用いるのと同様に用いる。デンマークでは一般的である。
ミルクチョコレートもダークチョコレートもどちらのものもあるが、ミルクチョコレートの方が一般的である（デンマークの製菓企業であるトムズ・インターナショナルでは、売上げの70%がミルク、30%がダークである）。
1963年にガレ・オー・イェッセン (Galle & Jessen) により、初めてデンマークで販売された。